# Misumenoides vazquezae
Misumenoides vazquezae là một loài nhện trong họ Thomisidae.
Loài này thuộc chi Misumenoides. Misumenoides vazquezae được Mauricio Jiménez miêu tả năm 1986.